# Église de la Nativité-de-la-Vierge du Mesnil-Aubry
Pour les articles homonymes, voir Église de la Nativité.
L'église de la Nativité de la Vierge, anciennement dédiée à saint Fiacre, est une église catholique située au Mesnil-Aubry, en France. Bâtie presque entièrement au XVIe siècle, l'église est essentiellement de style Renaissance, mais le bas-côté nord des années 1530 est encore de style gothique flamboyant, et les voûtes des autres parties sont également flamboyantes. Les étages supérieurs du clocher et le registre supérieur de la façade datent quant à eux de la fin du XVIIe siècle et représentent l'une des rares manifestations du style baroque sur une église de la région. Le couronnement du clocher avec sa bulbe n'a été ajouté qu'au XVIIIe siècle. La nef, le chœur et le bas-côté sud sont l'œuvre du maître-maçon luzarchois Nicolas de Saint-Michel et comptent parmi ses réalisations les plus abouties. Construites pendant une seule campagne de travaux s'échelonnant sur une trentaine d'années jusqu'en 1587, leur unicité de style est frappante. Pour la beauté linéaire de son intérieur, son harmonie et son caractère élancé, l'église du Mesnil-Aubry passe pour être l'une des plus belles du pays de France. Elle a ainsi été classé monument historique très tôt par liste de 1840 et se trouve parmi les sept tout premiers monuments historiques sur le territoire de l'actuel Val-d'Oise. L'église du Mesnil-Aubry entre dans la lignée d'églises financées par le connétable Anne de Montmorency.

## Localisation

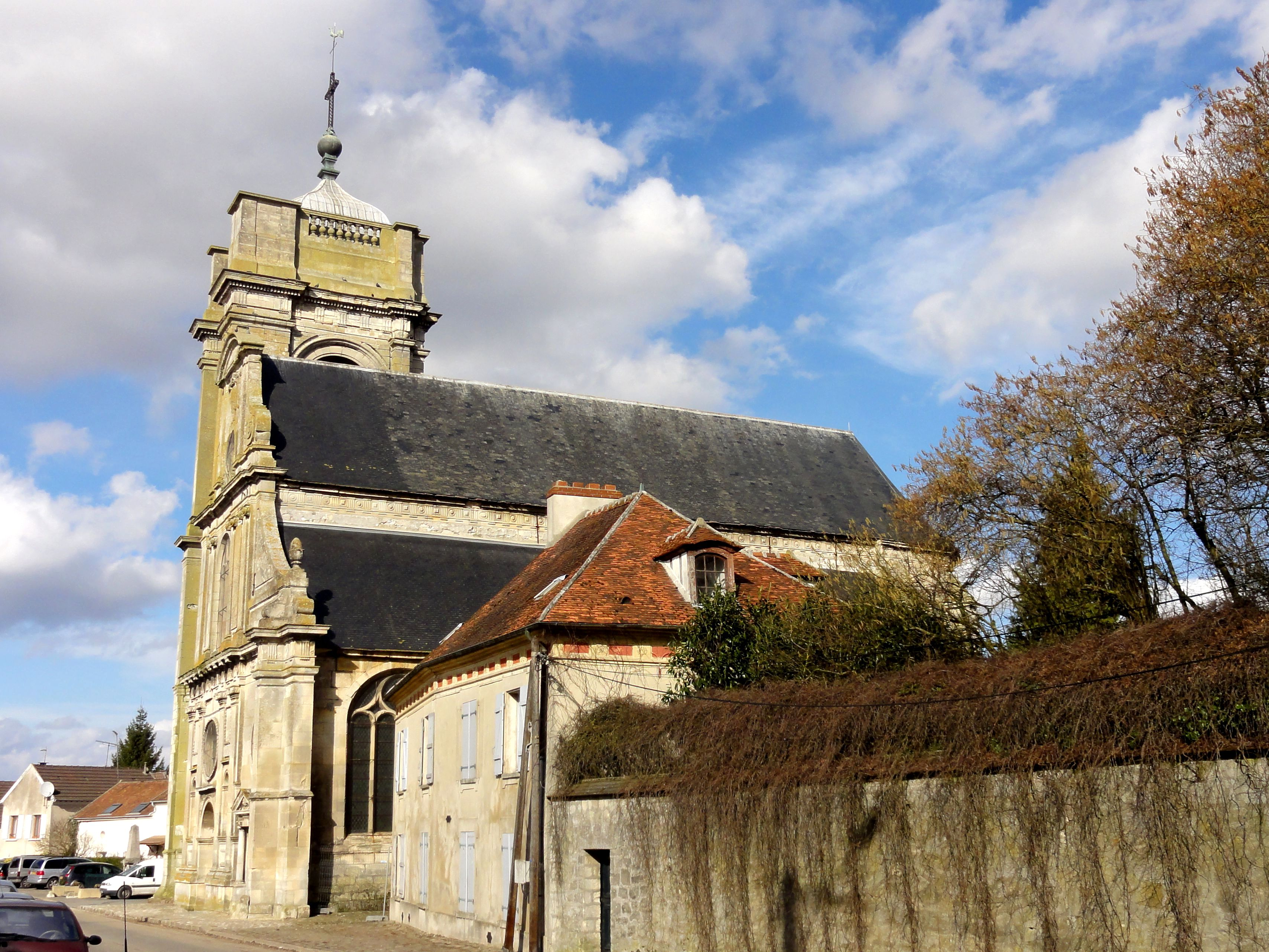
Élévation méridionale.

L'église se situe en France, dans la région Île-de-France et le département du Val-d'Oise, sur la commune du Mesnil-Aubry, rue de Paris, à la limite sud du bourg. La façade occidentale donne sur la rue, et l'élévation septentrionale sur une petite place utilisé comme parking. En traversant le parking, l'on peut atteindre l'étroite ruelle du Cimetière, qui passe derrière le chevet de l'église peu avant de se terminer en cul-de-sac. Par une venelle qui se faufile entre l'élévation sud et le mur de clôture d'une propriété, l'on peut faire le tour de l'église, mais l'élévation méridionale de l'église se dérobe en grande partie au regard, car il est impossible de la contempler en prenant du recul.

## Historique

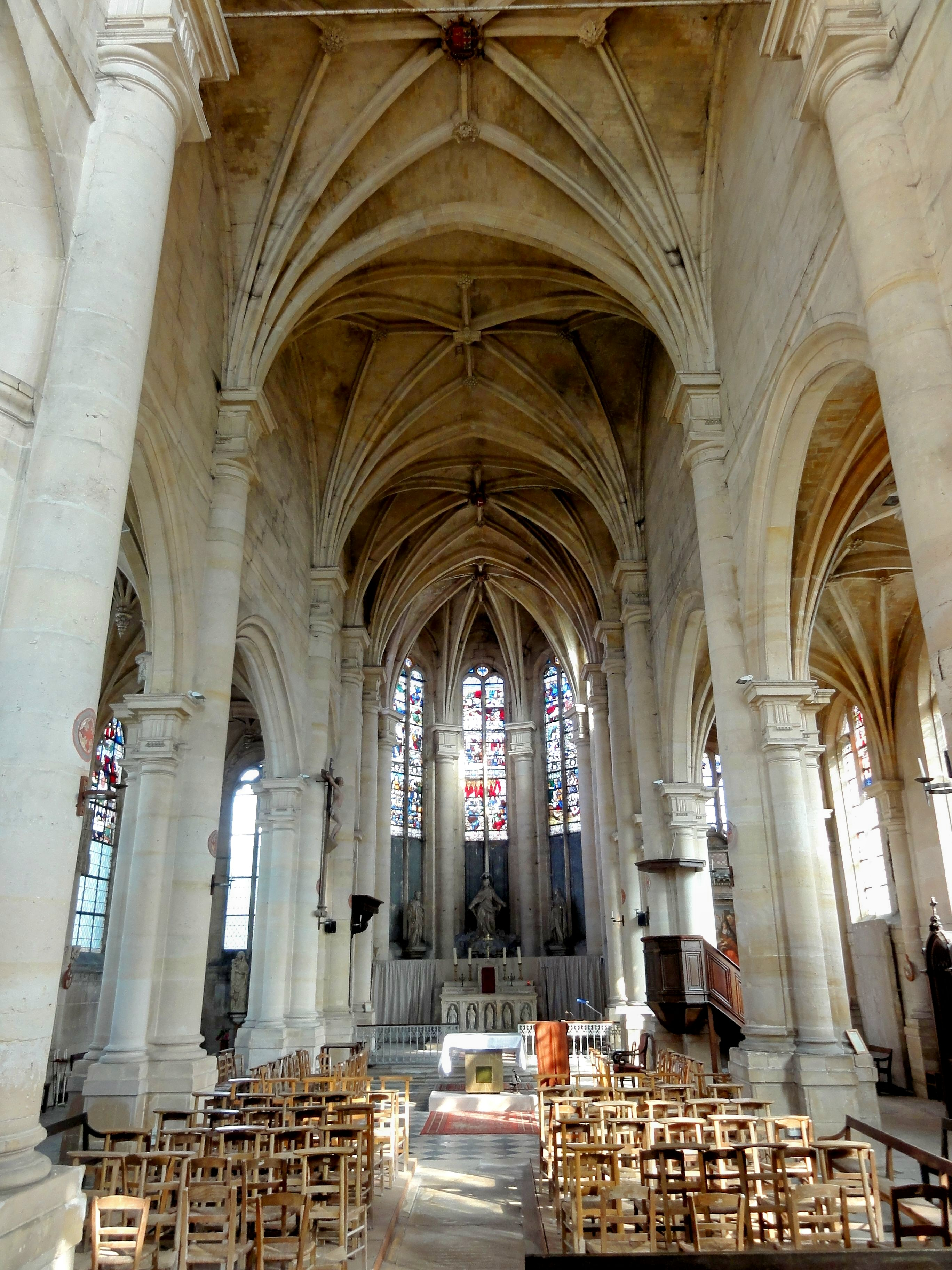
Vue générale intérieure.

Le Mesnil-Aubry est érigé en paroisse au XIIe siècle, mais rien n'est connu de sa première église, et peu de chose en reste, dont notamment des pierres tombales (dont celle de Blanche de Popincourt), la statue de la Vierge allaitante et un vitrail du XVe siècle remonté dans la quatrième travée du bas-côté sud (baie n° 10). La construction de l'église actuelle commence en 1531 avec le bas-côté nord dans le style gothique flamboyant, puis s'arrête pendant quelques années. Le rachat de la seigneurie par le connétable Anne de Montmorency en 1551 est pour lui l'occasion de relancer le chantier. Il emploie vraisemblablement des artisans et sculpteurs ayant travaillé sur son château d'Écouen, comme l'indiquent les similitudes entre le registre inférieur de la façade occidentale de l'église et la façade septentrionale du château. Anne de Montmorency fait réaliser une église prestigieuse et engage bien plus de moyens que sur l'église Saint-Acceul d'Écouen, bien qu'Écouen soit un fief des Montmorency depuis des temps immémoriaux. Pour la construction de la nef, du chœur et du bas-côté sud, soit de l'essentiel de l'église, le connétable fait appel au maître-maçon Nicolas de Saint-Michel de Luzarches. Ce dernier réalise au Mesnil-Aubry son œuvre le plus efficace en termes d'effet produit. Les travaux progressent rapidement : le chœur est achevé en 1567, et les dernières voûtes en 1582. À partir de 1567, François et Henri Ier de Montmorency prennent le relais de leur père pour le financement du chantier. La façade occidentale et le clocher restent peut-être inachevée ; toujours est-il que leurs registres supérieurs sont de style Baroque et portent les caractéristiques de la fin du XVIIe siècle. C'est par ailleurs l'une des très rares apparitions du style baroque en pays de France. Quant au couronnement du clocher avec sa balustrade et sa bulbe, il date du XVIIIe siècle et présente également une silhouette peu commune pour la région.
L'église est classée monument historique très tôt par liste de 1840 et se trouve ainsi parmi les sept tout premiers monuments historiques du territoire de l'actuel Val-d'Oise.

## Description

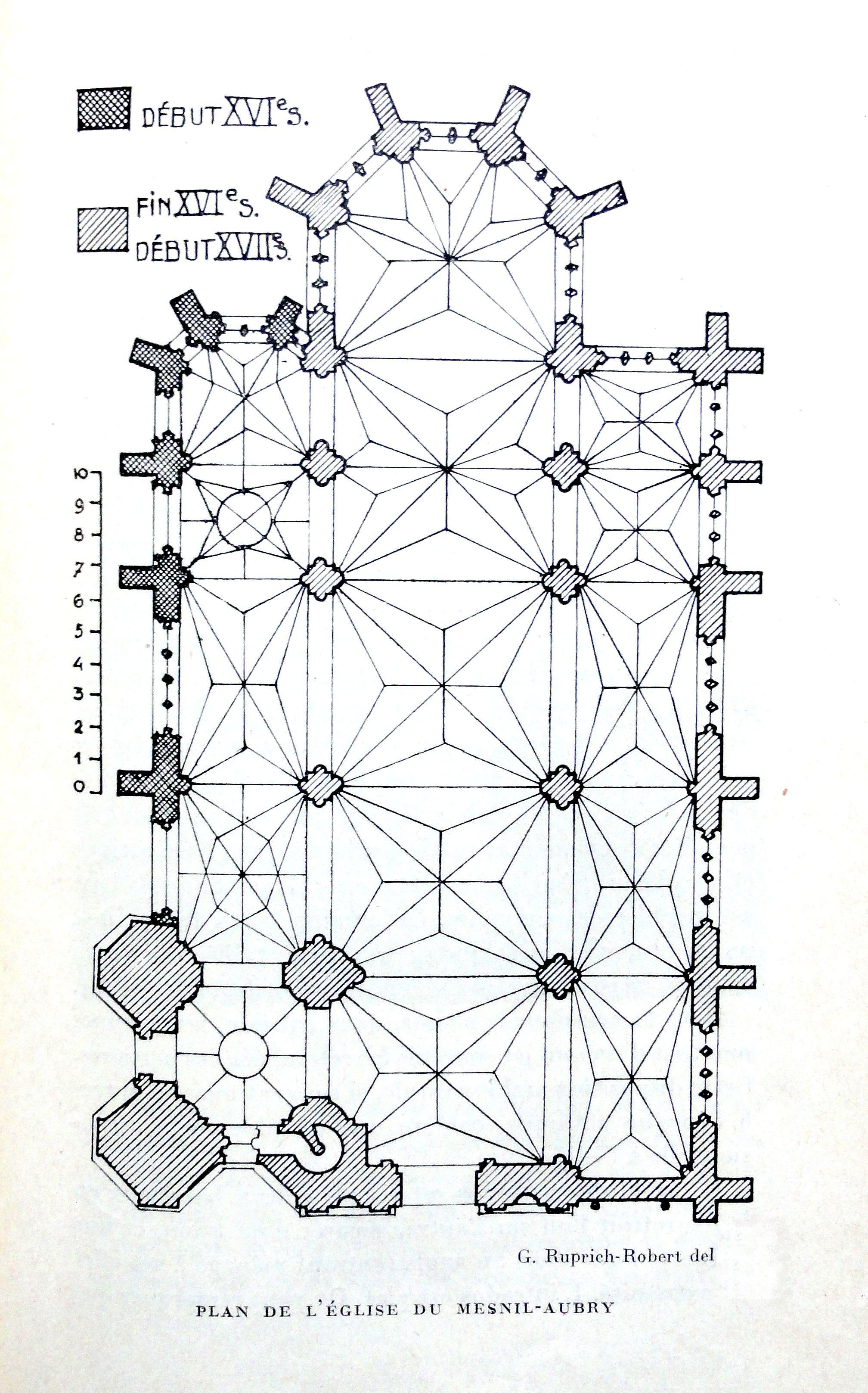
Plan de l'église.

### Aperçu général
Régulièrement orientée, l'église se compose d'un vaisseau central de cinq travées et de deux collatéraux au nord et au sud, allant jusqu'à la quatrième travée du vaisseau central. Les quatre premières travées du vaisseau central sont carrées ; la dernière a les pans coupés mais atteint la même profondeur et largeur. Les collatéraux atteignent la moitié de la largeur du vaisseau central. Ils se composent de cinq travées, les trois premières barlongues et les deux dernières à peu près carrées : pour la quatrième travée du vaisseau central, l'on compte ainsi deux travées de collatéral au nord et au sud. La dernière travée du collatéral nord comporte des pans coupés peu obliques ; sa première travée supporte le clocher. - Les trois premières travées du vaisseau central sont considérées comme la nef, les deux autres comme chœur. L'église possède deux portails : le portail occidental et le portail latéral nord, dans la base du clocher. Le portail extérieur de la chapelle baptismale au droite de la façade est muré.
Dans le vaisseau central et le bas-côté sud, l'ensemble des travées est voûté sur croisées d'ogives avec liernes et tiercerons, avec la particularité d'une voûte sexpartite au-dessus de la quatrième travée du vaisseau central, et, bien entendu, au-dessus de la travée de l'abside à pans coupés. Dans le bas-côté nord, seulement la troisième et la dernière travée possèdent des voûtes à liernes et tiercerons conventionnelles. La voûte de la base du clocher comporte des liernes mais pas des tiercerons, et le centre de la voûte est entouré d'un cercle. La seconde et la quatrième voûte se singularisent par un dessin particulier des nervures. Les bas-côtés sont recouverts par des toits en appentis.

### Extérieur
La façade septentrionale, à l'exception de la base du clocher, fait apparaître un décor flamboyant exubérant mais très détérioré. Les contreforts comportent des niches à statues superposées avec dais : une niche à mi-hauteur et deux niches côté à côté au-dessus. Les dais tout comme les contreforts eux-mêmes sont couronnés de pinacles. Toutes les baies sont en tiers-point, sauf la dernière. La fenêtre de la troisième travée possède un remplage de quatre lancettes à têtes tréflées, et des soufflets et mouchettes au registre supérieur. La totalité de la surface des murs est couvert de fines arcatures plaquées, de minuscules dais et de feuillages, et des frises courent sous le seuil des fenêtres et en haut des murs. Par ci et par là, surgissent de petits animaux fantastiques ou des putti, seul signe de l'influence de la Renaissance. Entre le toit du bas-côté et celui de la nef, une partie du mur haut de la nef demeure visible. Elle est décorée d'une frise d'entablement, qui se poursuit par ailleurs sur le chevet et sur le mur méridional de la nef. Avec cette exception, l'extérieur Renaissance des élévations est et sud reste très sobre, car le chevet ne donne que sur une étroite ruelle, et la façade méridionale sur le jardin de l'ancien presbytère. Ces élévations sont dominées par les grandes fenêtres au remplage Renaissance.
Sur la façade occidentale, seul le rez-de-chaussée date des années 1550, y compris pour le clocher. Pour la partie centrale de la façade correspondant à la nef, l'architecte anonyme a retenu le schéma de l'arc de triomphe. De chaque côté, le portail est flanqué d'une paire de pilastres cannelés sur un stylobate unique, qui encadrent une niche plein cintre surmontée d'un panneau. La frise de l'entablement fait alterner des triglyphes avec des médaillons. Au centre, le portail n'atteint curieusement pas la hauteur des niches, et il est surmonté d'un oculus ovale peu conventionnel. Les écoinçons sont décorés de bas-reliefs représentant des déesses ailées, et à gauche, paraît l'épée de connétable comme insigne d'Anne de Montmorency, motifs en somme peu adéquats pour une église. La partie droite de la façade correspondant au bas-côté sud est un peu plus sobre, avec une rosace surmontant l'ancien portail de la chapelle baptismale, qui est flanqué de deux colonnes supportant un fronton triangulaire. Cette partie de la façade se poursuit en haut par un demi-pignon au profil galbé et par un pot à feu couronnant le contrefort d'angle.
Au niveau du premier étage, l'on ne trouve que trois pilastres, celui de gauche étant remplacé par un contrefort du clocher. Les pilastres sont inoniques, mais non cannelés. L'entablement porte pas non plus de frise. Au centre, s'ouvre une grande fenêtre dont le remplage se compose de trois arcatures plein cintre surmontées d'un cercle et de deux accolades. Le niveau du second étage ne comporte plus qu'un oculus au centre, cantonné de seulement deux pilastres, mais le décor regagne en somptuosité. L'on note des moulures autour de l'oculus central, un écusson buché puis un fronton circulaire au-dessus ; des volutes à gauche et à droite du compartiment central ; et un grand aileron en bas du demi-pignon à droite.
À gauche, le massif clocher est placé en léger retrait. Au niveau du rez-de-chaussée, les contreforts d'angle sont reliés entre eux et avec les murs de la base du clocher par des murs biais, suggérant des massifs octogonaux. Celui jouxtant la façade est entièrement intégré dans cette dernière, mais une tourelle d'escalier est dissimulée derrière, reconnaissable grâce à deux petits oculi latéraux. Ne reste de la place que pour une baie plein cintre relativement étroite, non décorée. En revanche, les contreforts se découpent plus nettement au niveau du premier et second étage du clocher. Ces étages se terminent par des entablements et des larmiers largement saillants, mais seulement l'entablement du second étage est agrémenté d'une frise de biglyphes. La disposition des contreforts permet des baies plus larges, rectangulaires au premier étage et plein cintre au second étage. Leurs dimensions importantes produisent un effet monumental. Le sommet du clocher est entouré de balustrades entre les contreforts qui se poursuivent jusqu'à ce niveau. Derrière, se situe le toit en bulbe se terminant par une boule supportant une croix ajourée.

### Intérieur

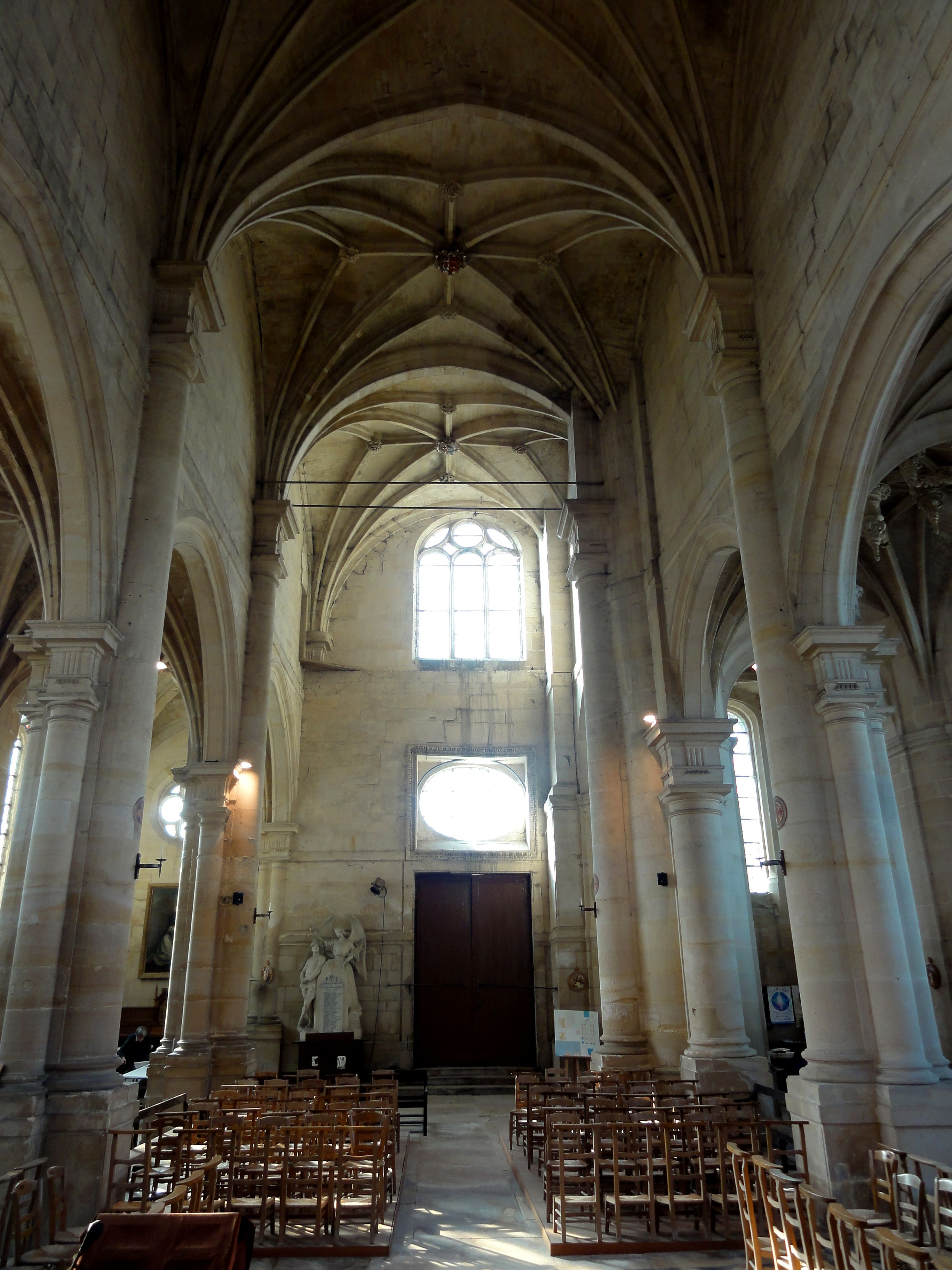
Nef, vue vers le portail.
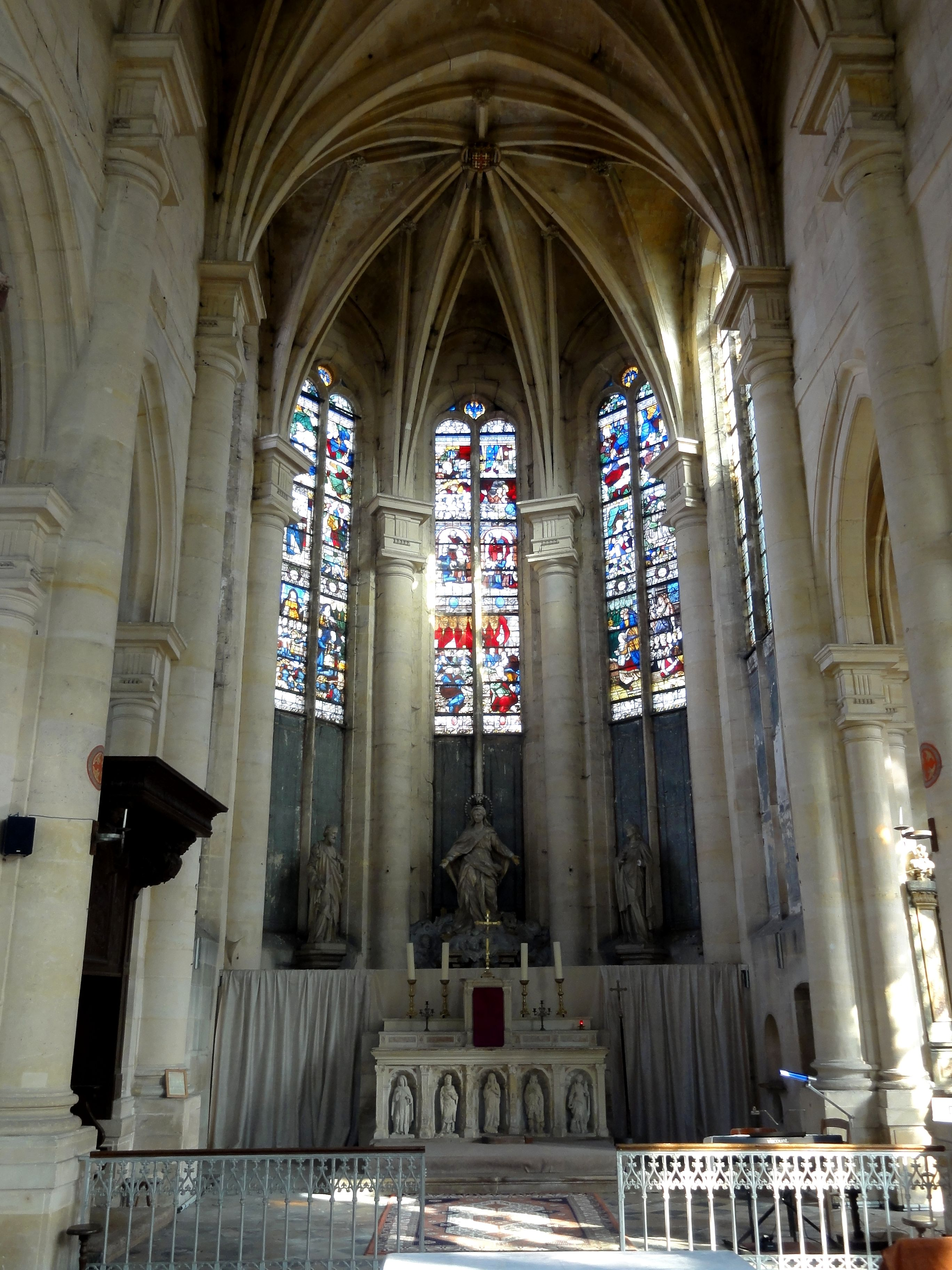
Chœur.
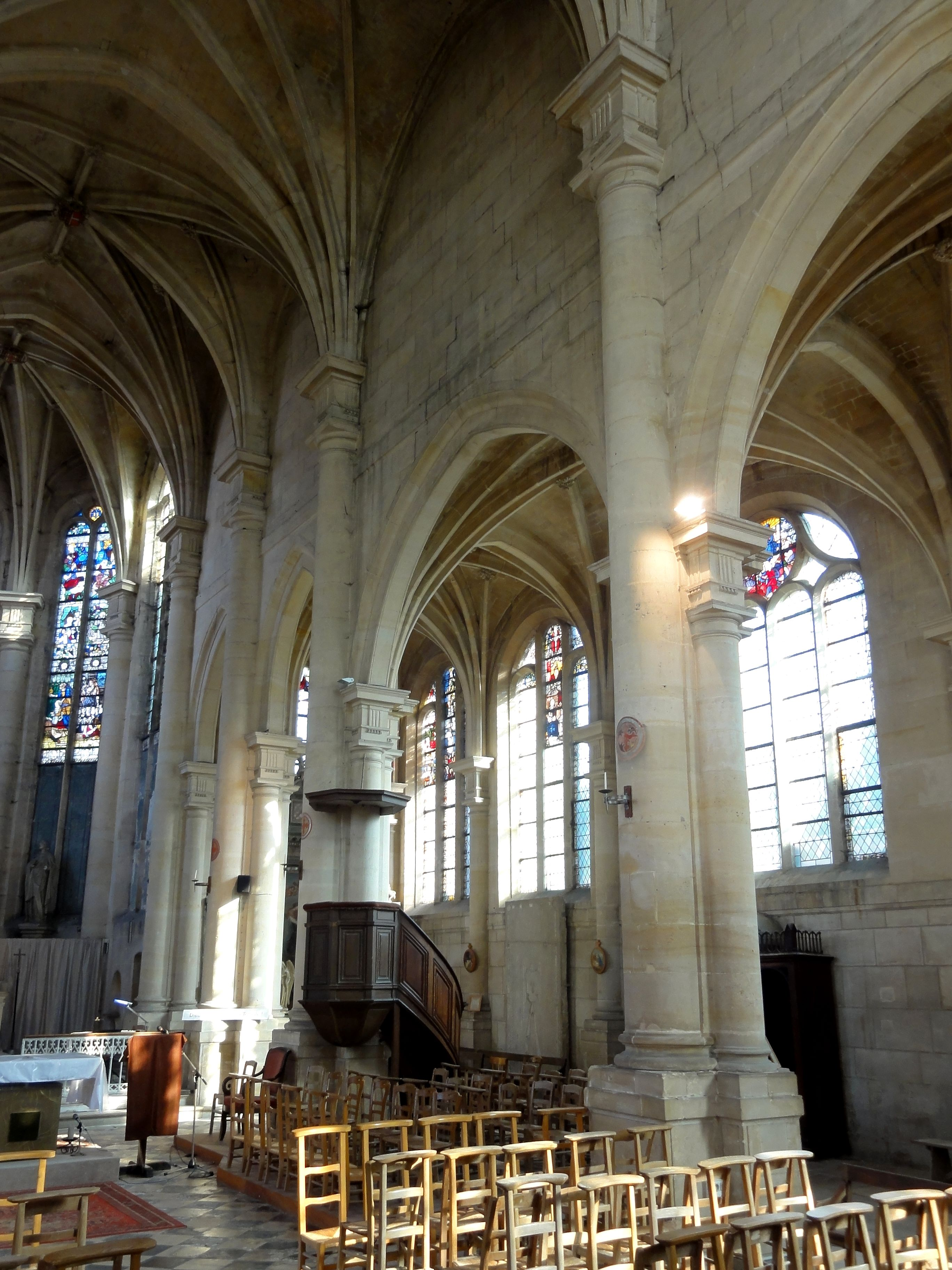
Grandes arcades au sud.
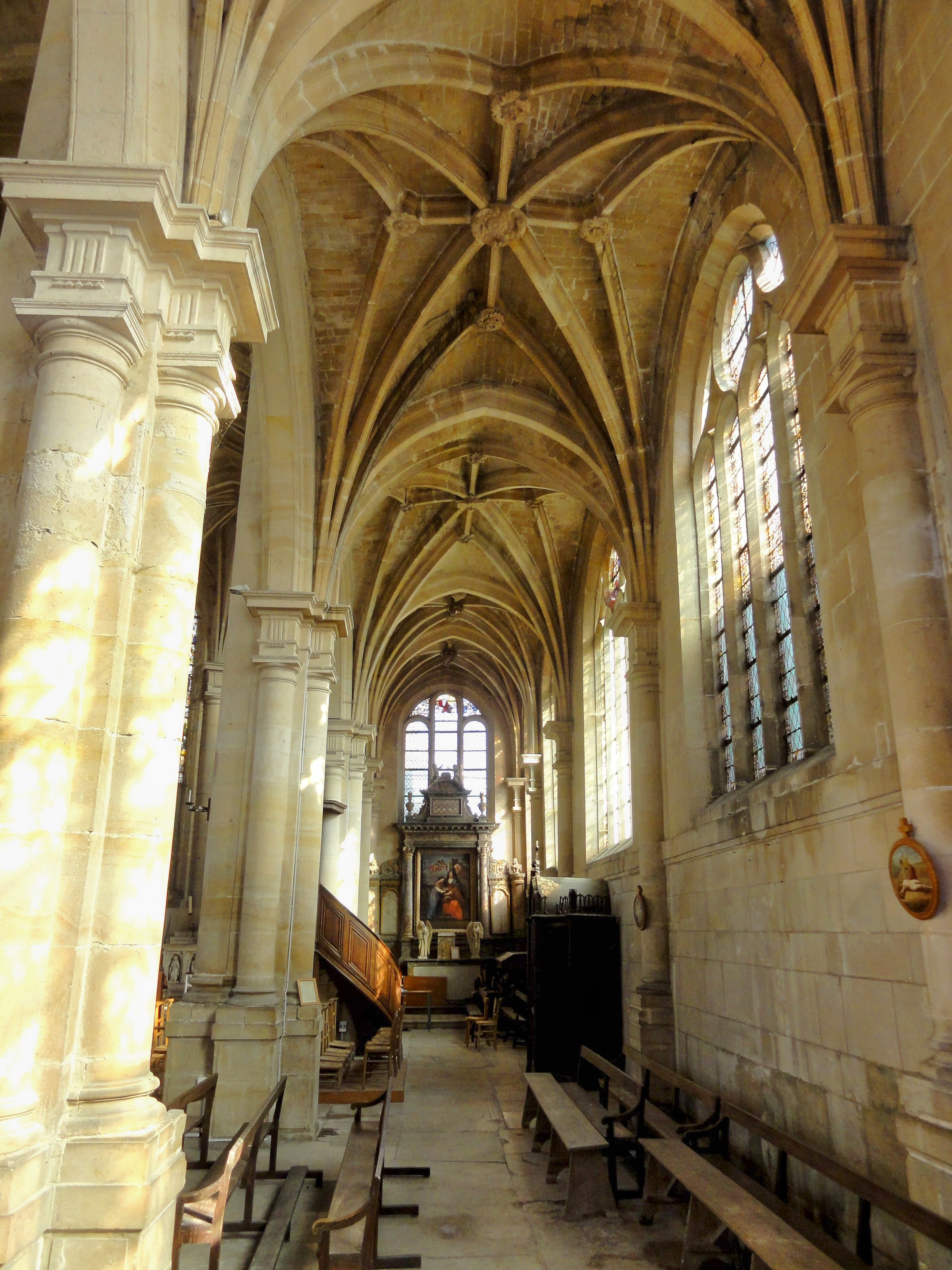
Bas-côté sud.
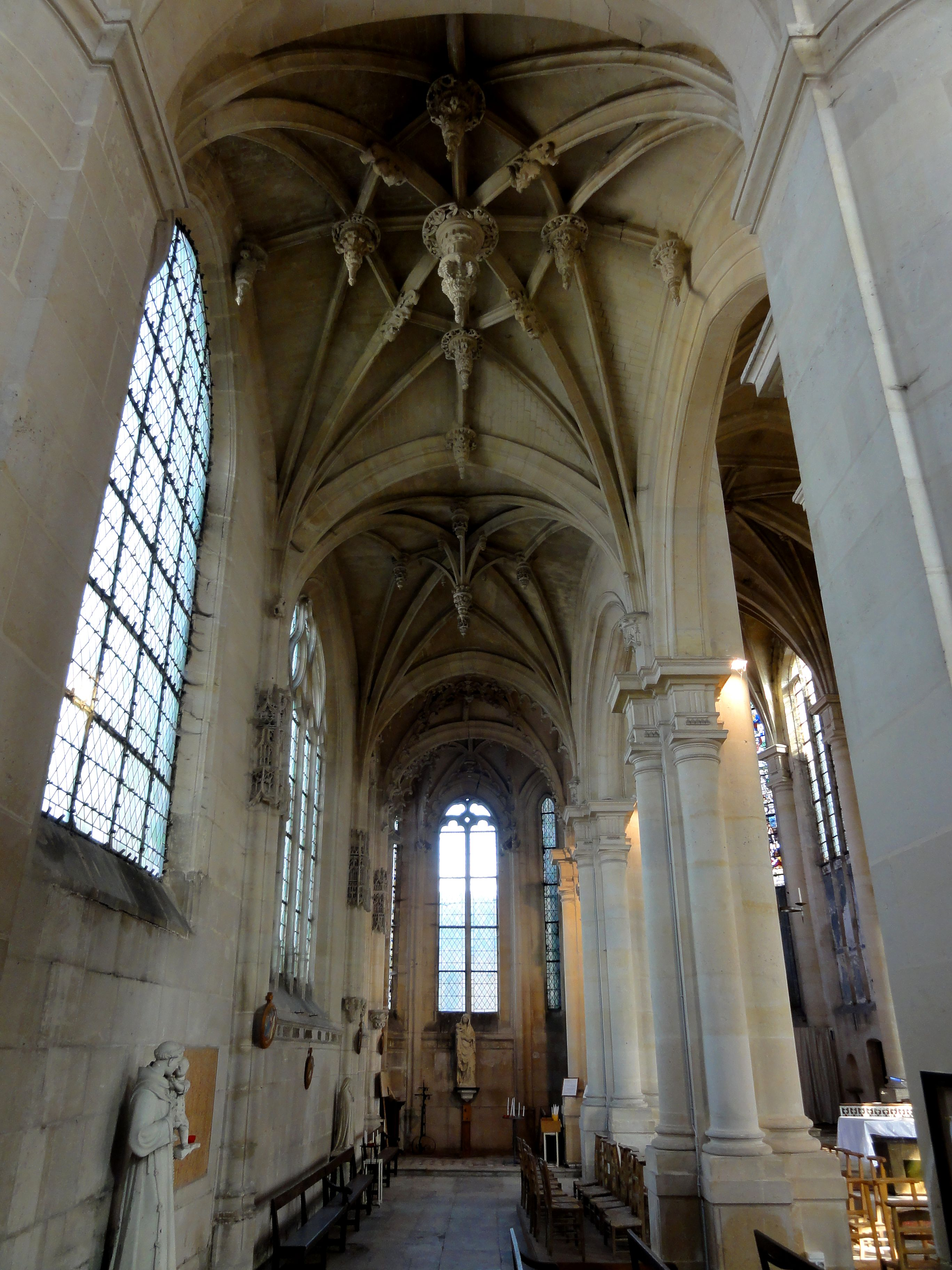
Bas-côté nord.

L'église de la Nativité-de-la-Vierge passe pour être l'une des plus belles églises du pays de France. L'intérieur est marqué par la clarté des lignes et paraît élancé, tant pour la hauteur de l'espace que pour la portée des grandes arcades et la légèreté que confèrent les proportions, qualité rare pour une église de style Renaissance. Bien que les murs hauts de la nef soient aveugles, comme d'usage au XVIe siècle, l'église est relativement bien éclairée par les vastes baies des bas-côtés et de l'abside. Les proportions sont parfaitement équilibrées et harmonieuses, grâce notamment à l'unicité stylistique résultant de l'édification de la totalité du vaisseau central et du bas-côté sud pendant une seule campagne de travaux d'une trentaine d'années, dirigée par un seul architecte, Nicolas de Saint-Michel. La saillie du clocher dans la première travée de la nef lui ont toutefois demandé des compromis à ce niveau. Jamais très dogmatique, il emploie l'arc brisé pour les grandes arcades et les voûtes, et fait recours au style gothique flamboyant pour le voûtement. Leur profil très marqué du fait de l'emploi des liernes et tiercerons et l'exception pour la quatrième travée du vaisseau central avec sa voûte sexpartite et ses deux arcades plus courtes au nord et au sud empêchent la monotonie de s'installer.
Les supports sont partout les mêmes dans le vaisseau central. L'architecte emploie l'ordre colossal, qui venait de faire sa première apparition en France au château d'Écouen tout proche. Engagées dans les piliers carrés des grandes arcades, d'énormes colonnes remontent les murs de la nef jusqu'à la naissance des voûtes, où elles portent un unique chapiteau carré décoré d'une frise d'entablement. Ce chapiteau reçoit à la fois la retombée des ogives, doubleaux, liernes et formerets, soit neuf nervures par chapiteau. Pour le registre inférieur concernant les grandes arcades et les bas-côtés, l'ordre dorique a été retenu. Trois colonnes à chapiteaux sont ainsi engagées dans les trois autres faces des piliers, et dans le mur extérieur en face de chaque pilier, une seule colonne. Le bas-côté nord ne fait exception que sur le plan du mur extérieur, où les nervures des voûtes s'interpénètrent, avant de se fondre, avec les doubleaux, dans des piliers ondulés à peine esquissés et dépourvus de chapiteaux. Cette disposition très discrète évite une rupture de style. Il en va de même des voûtes flamboyantes, qui présentent chacune une ornementation, voire un dessin, et des clés de voûtes pendantes différentes : en effet, les parties Renaissance de l'église possèdent des voûtes du même type, mais avec des clés de voûtes plus simples et généralement un écusson au centre. Par contre, le bas-côté nord contient des éléments d'ornementation qui ne sont pas repris ailleurs dans l'église, à savoir trois dais gothiques très raffinés, véritables dentelles de pierre, et trois consoles sans fonction, dont deux sont figurées.

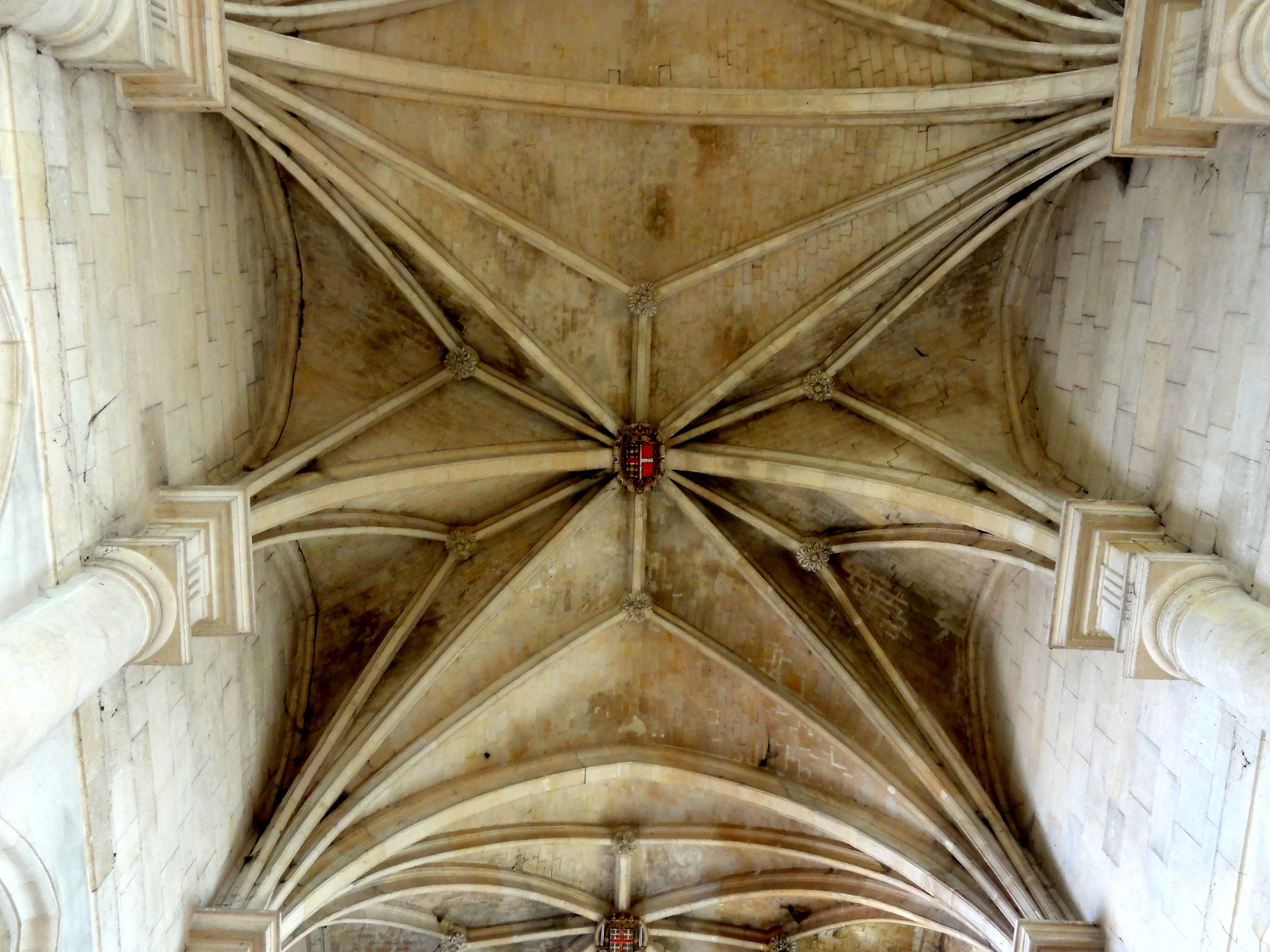
Voûte sexpartite de la 4e travée du vaisseau central.
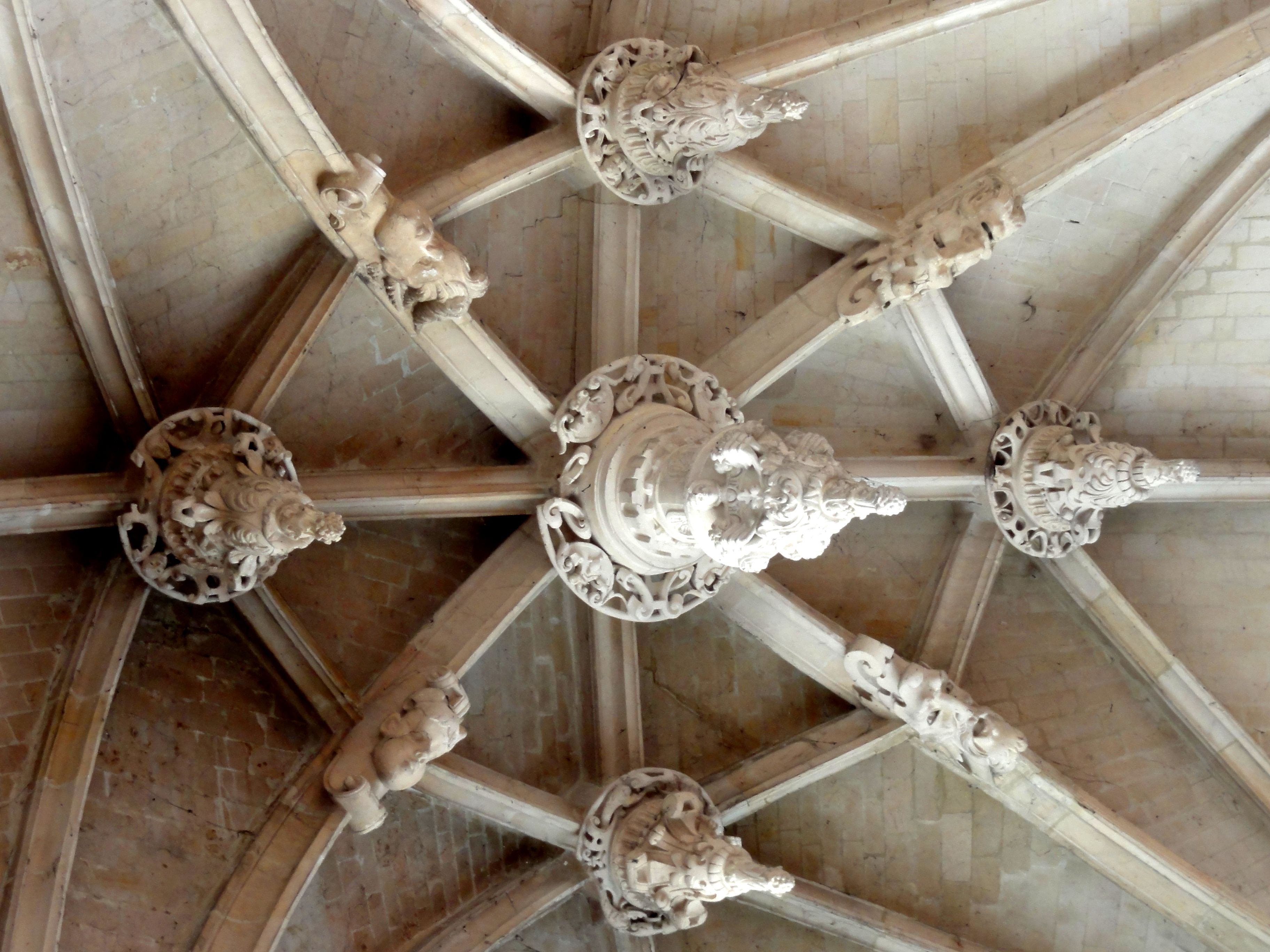
Voûte de la 2e travée du bas-côté nord.
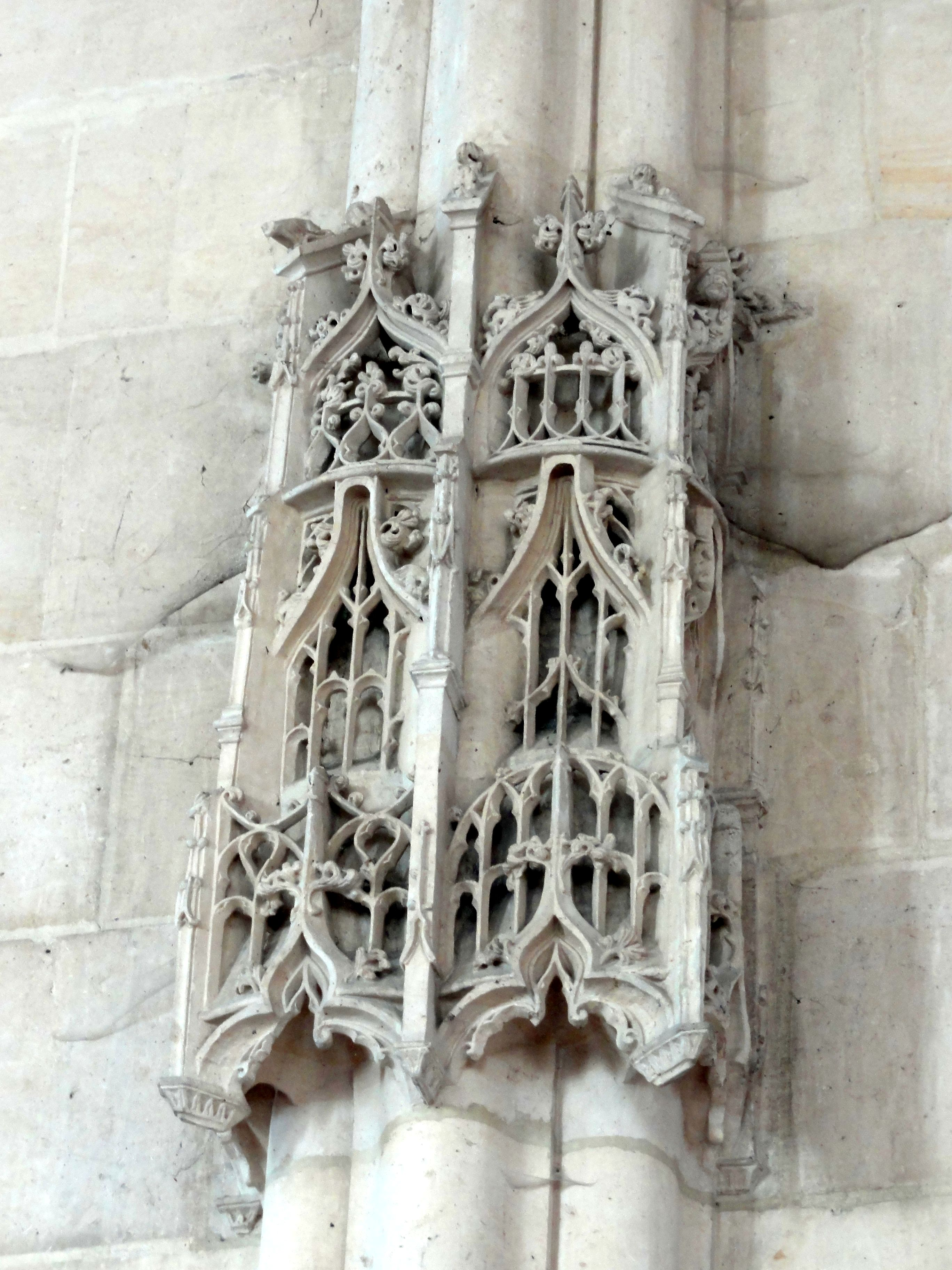
Dais au bas-côté nord, entre la 2e et la 3e travée.
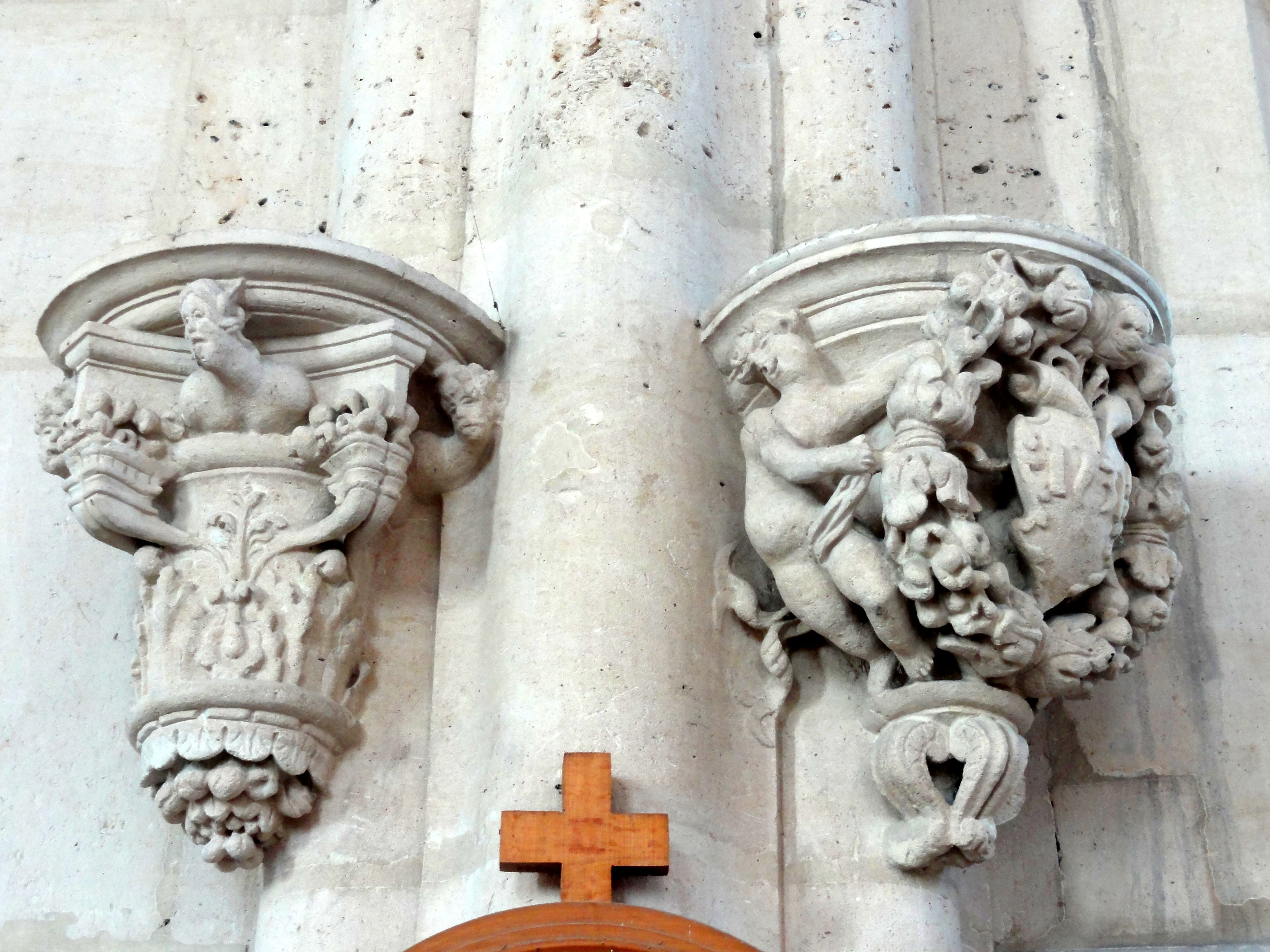
Consoles au bas-côté nord, entre la 3e et la 4e travée.
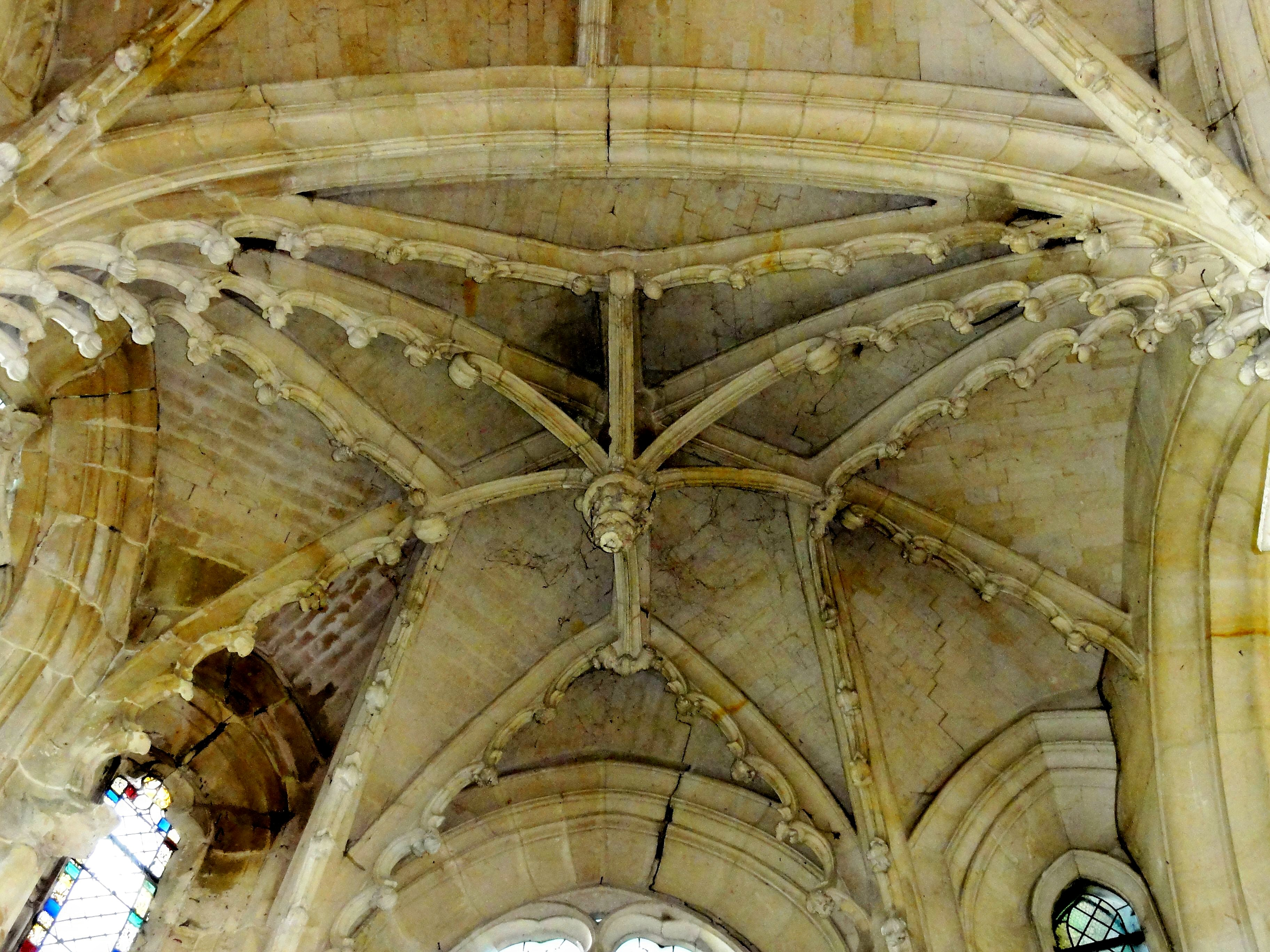
Voûte de l'abside du bas-côté nord.

## Mobilier

### Vitraux classés

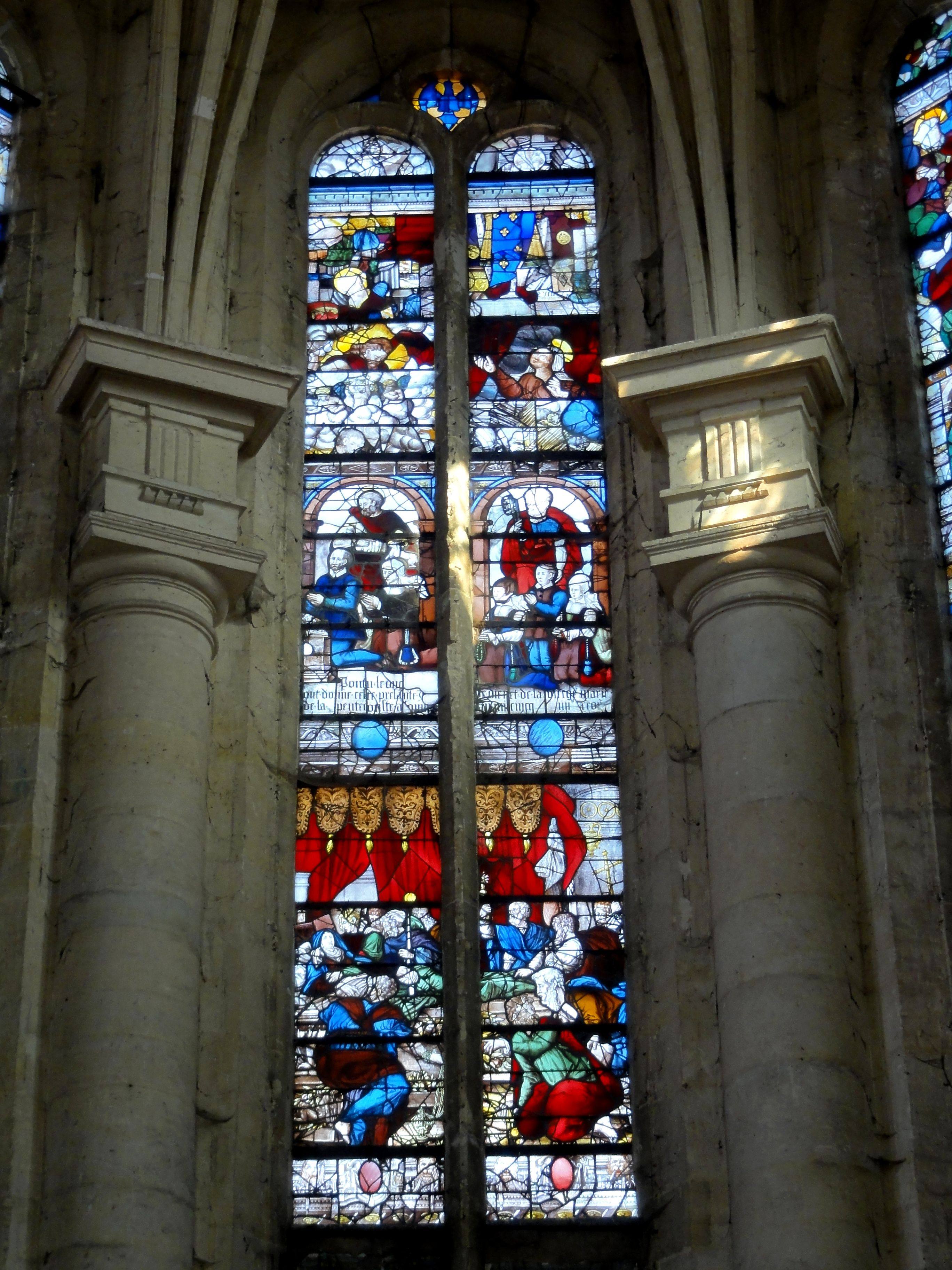
Vitrail n° 0 - chevet.
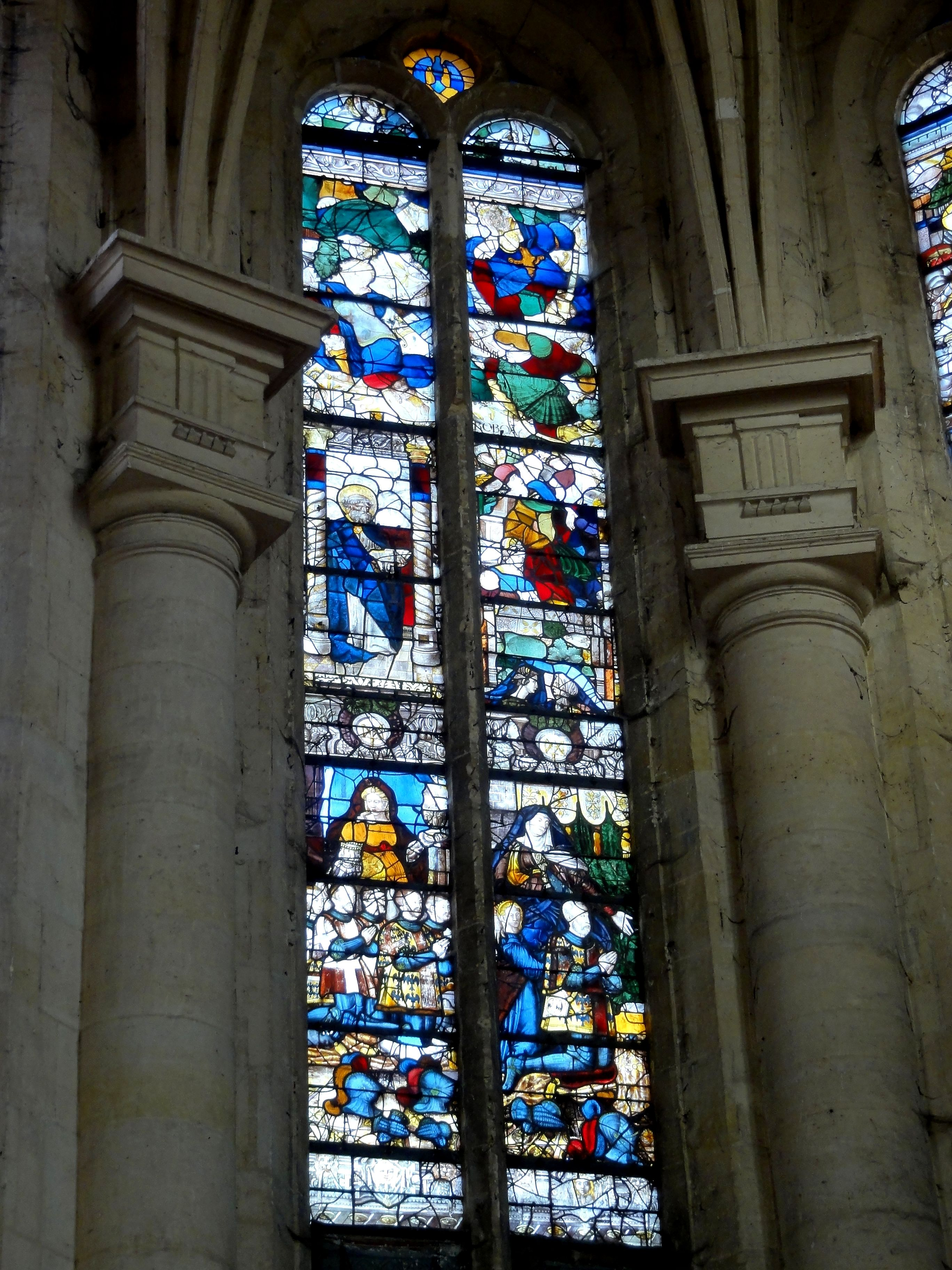
Vitrail n° 1 - chevet.
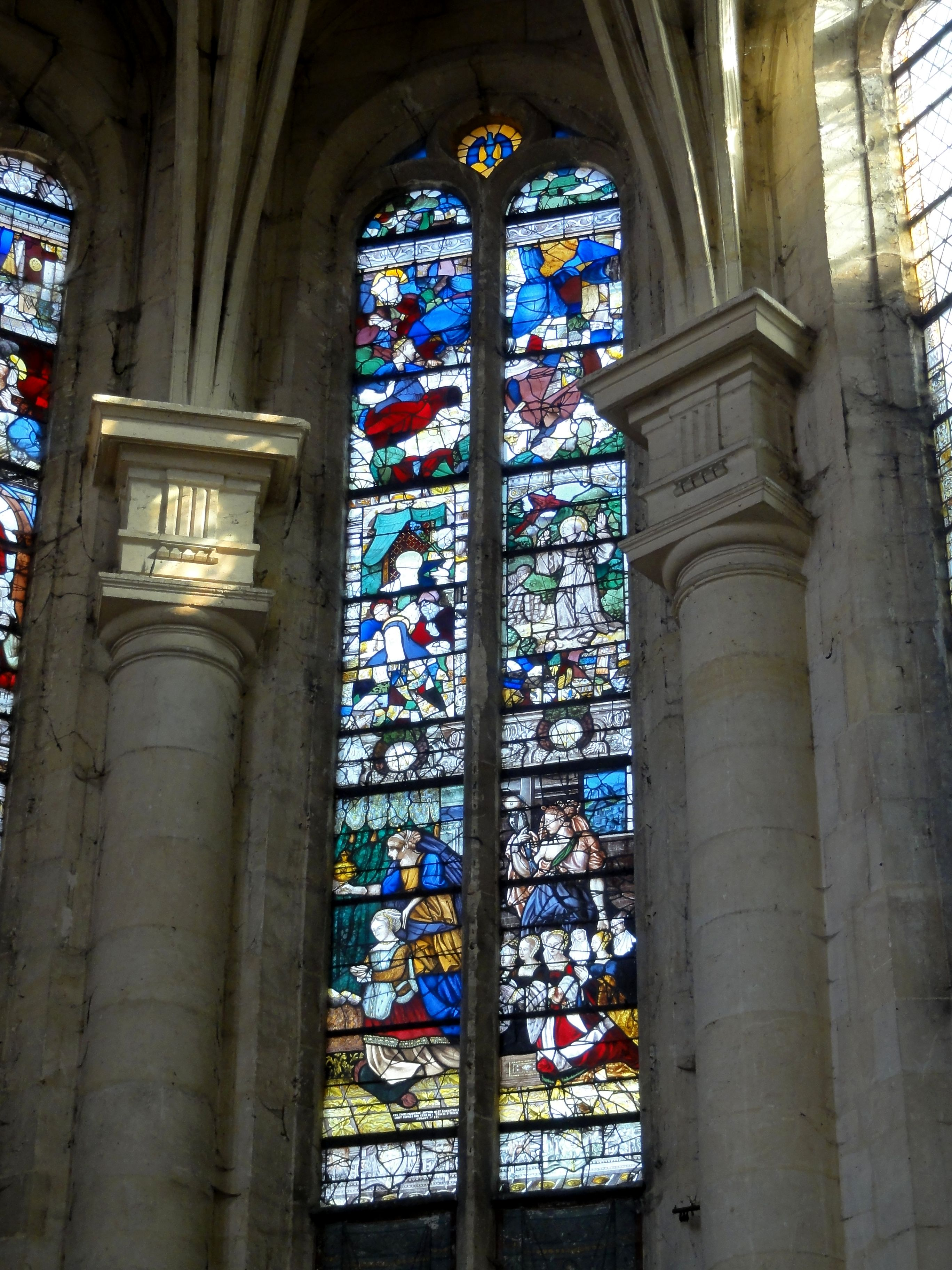
Vitrail n° 2 -chevet.
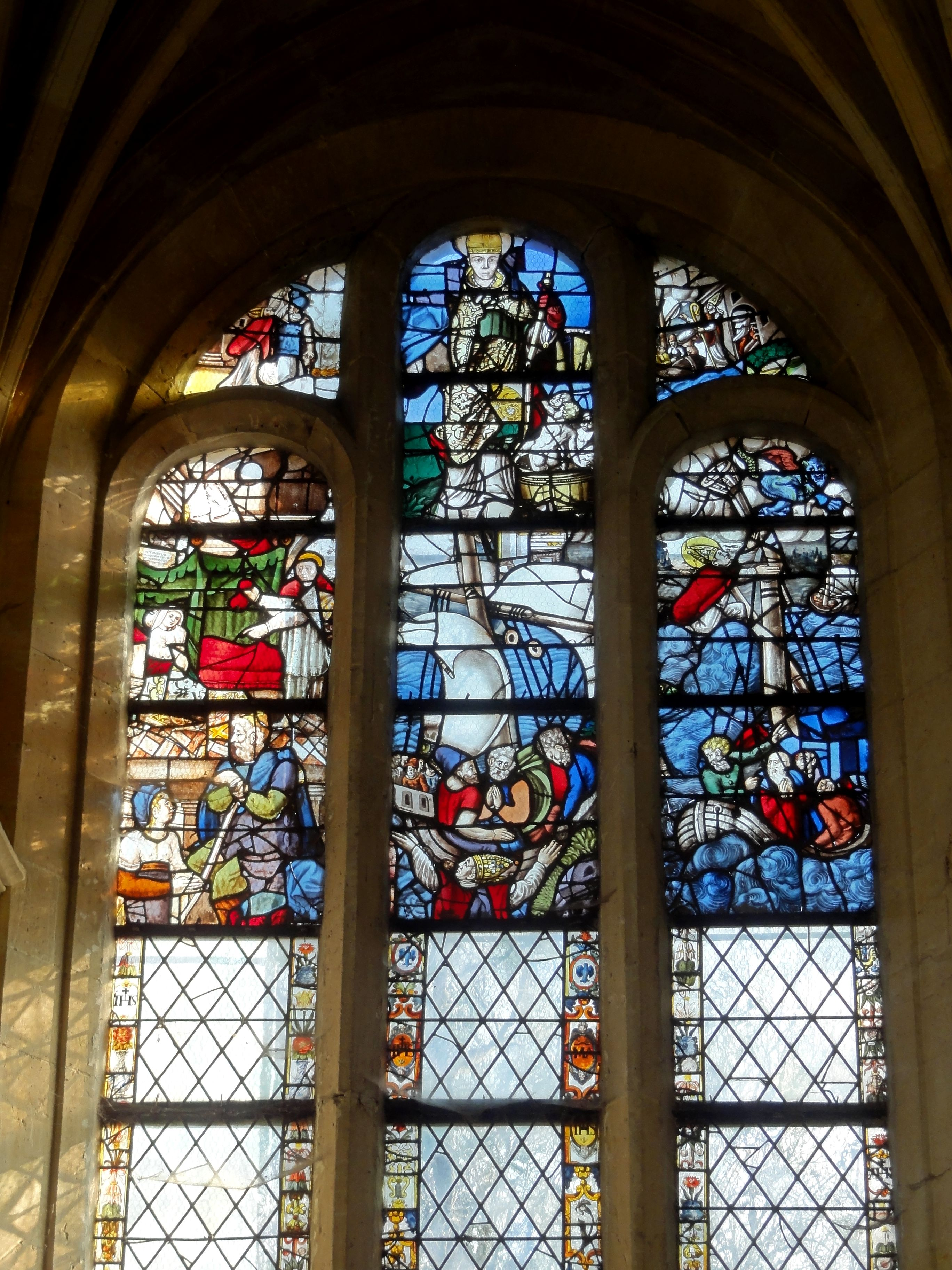
Vitrail n° 8 - sud.
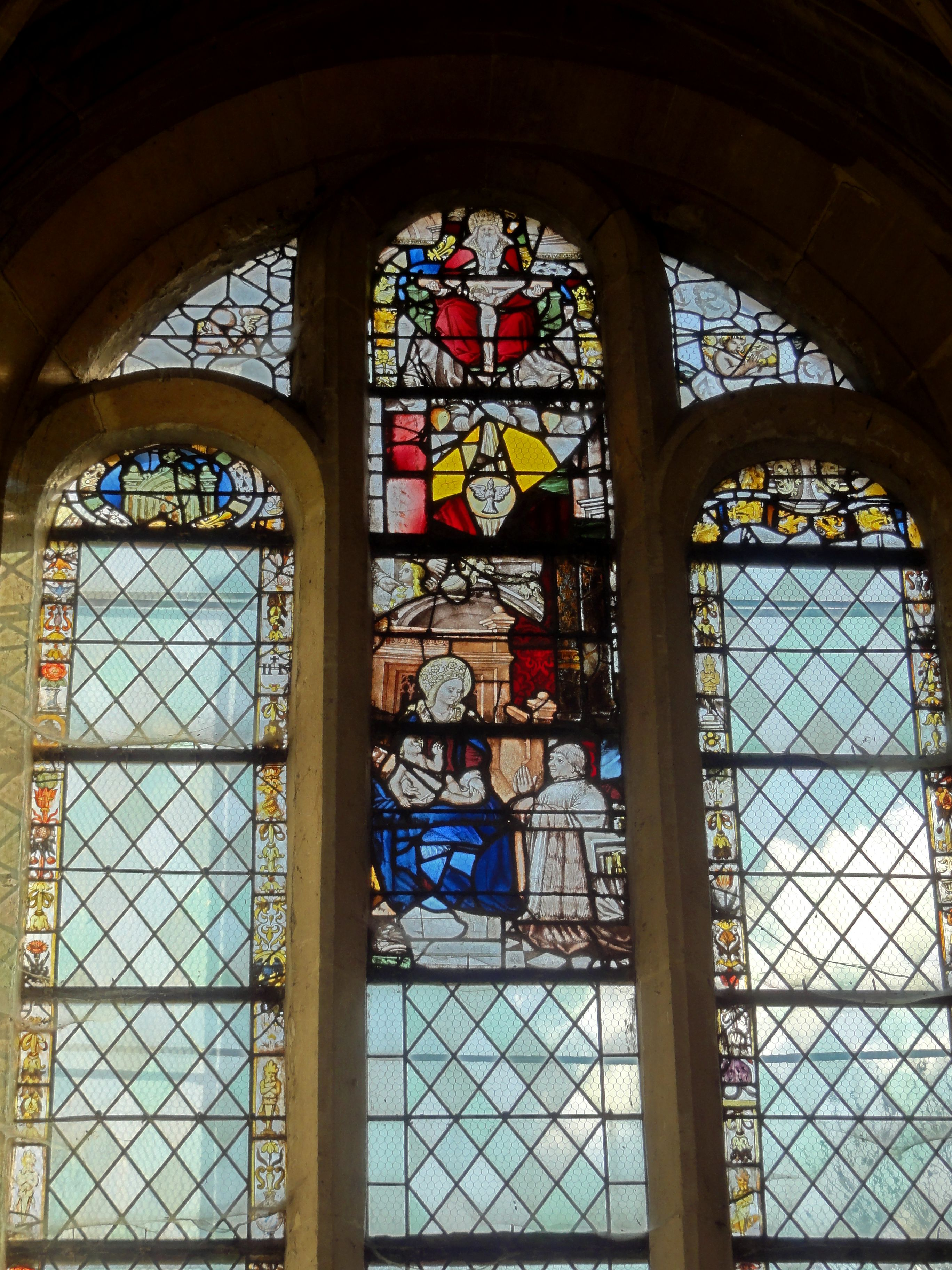
Vitrail n° 10 - sud.
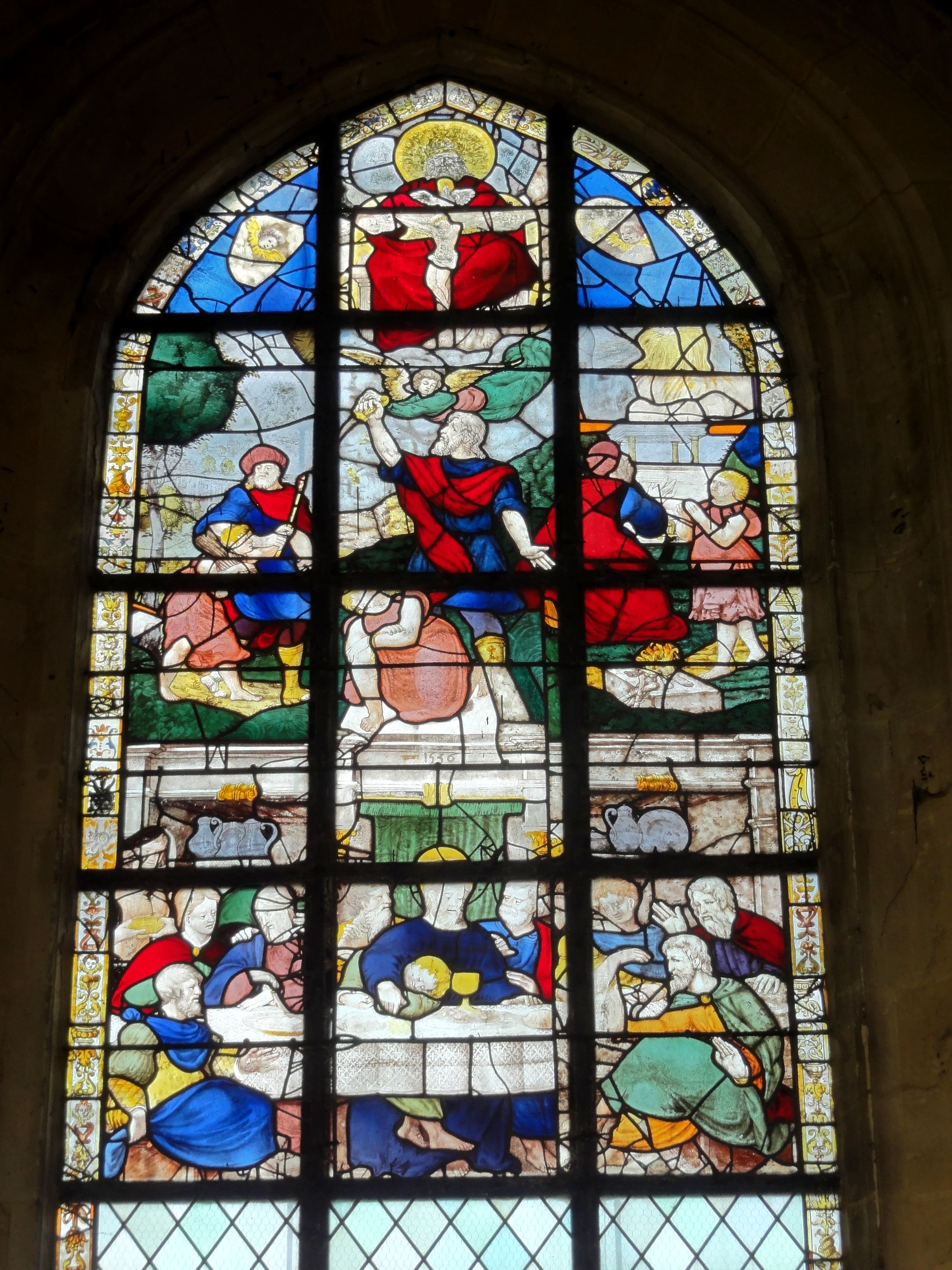
Vitrail n° 11 - nord.

Six verrières sont classés monuments historiques au titre objet depuis le 28 juillet 1904. Il s'agit de la totalité des verrières polychromes ou partiellement polychromes, exception faite du tympan de la baie n° 12 qui contient une représentation de la Pentecôte. Les verrières actuelles constituent des recompositions, voire des assemblages de fragments disparates. Une première réorganisation des vitraux est intervenu en 1735, quand certains vitraux Renaissance s'étaient déjà désagrégés faute d'entretien, et quand de nouveaux vitraux en verre blanc ont été posés. À la suite des dégâts infligés par la Première Guerre mondiale, Jean Gaudin procède à des restaurations en 1929, et revoit complètement la disposition des vitraux. Les trois vitraux du chevet et le dernier vitrail nord du bas-côté nord sont entièrement polychrome ; les deux autres ne sont polychromes qu'au registre supérieur. Ils se trouvent au sud des deux dernières travées du bas-côté sud. Les vitraux se caractérisent comme suit :
- Baie n° 0, au centre du chevet : Le tympan avec l'alérion des Montmorency et le registres inférieur demeurent à leur emplacement d'origine. En bas, la représentation de la mort de la Vierge est la copie fidèle d'une scène qui se retrouve dans l'église Saint-Acceul d'Écouen, mais les traits plus grossiers du dessin et la réduction du nombre de coloris indiquent une économie des moyens. Au registre médian, l'on voit les donateurs agenouillés, tous des membres de la famille de Montmorency, ainsi que saint Pierre à droite. Cette partie date de 1583 ; le registre inférieur est plus ancien.
- Baie n° 1, à gauche du chevet : Le registre inférieur et peut-être la lancette de gauche du registre médian restent à leur emplacement d'origine. À droite apparaît Anne de Montmorency âgé, conformément à la datation du vitrail de 1562. Les membres de la famille de Montmorency sont présentés par sainte Anne et Marie de Magdala sainte Marie-Madeleine.
- Baie n° 2, à droite du chevet : Le registre inférieur comporte à droite une représentation des filles de Madeleine de Savoie, épouse d'Anne de Montmorency, présentées par sainte Agathe. À gauche, la représentation de Madeleine de Savoie est une création de toutes pièces de Jean Gaudin de 1929. Parmi les fragments, l'on peut identifier saint François d'Assise stigmatisé ; un reste de parenté de la Vierge ; et saint Joseph. Il pourrait s'agir des vestiges d'une Nativité du Christ ou d'une Adoration des Mages copiée sur un vitrail d'Écouen.
- Baie n° 8, bas-côté sud : Le registre supérieur illustre des scènes de la vie de saint Nicolas, dont celle de la navigation. Le registre inférieur a été réalisé en blanc et jaune d'argent en 1634.
- Baie n° 10, bas-côté sud : La lancette centrale du registre supérieur montre un chanoine agenouillé, sans doute le donateur, devant une Vierge à l'Enfant. L'on suppose que ce vitrail remonte au XVe siècle et proviendrait de la précédente église du Mesnil-Aubry. Le tympan contient une Trinité souffrante des années 1560. Sinon, les verres incolores à bordures peintes datent de 1631.
- Vitrail n° 11, bas-côté nord : Ce vitrail a été recomposé au XVIIIe siècle à partir de panneaux des années 1560 ou 1570. L'on aperçoit une Cène au registre inférieur ; un Sacrifice d'Abraham au registre médian et une Trinité souffrante au registre supérieur[8].

### Autres éléments du mobilier

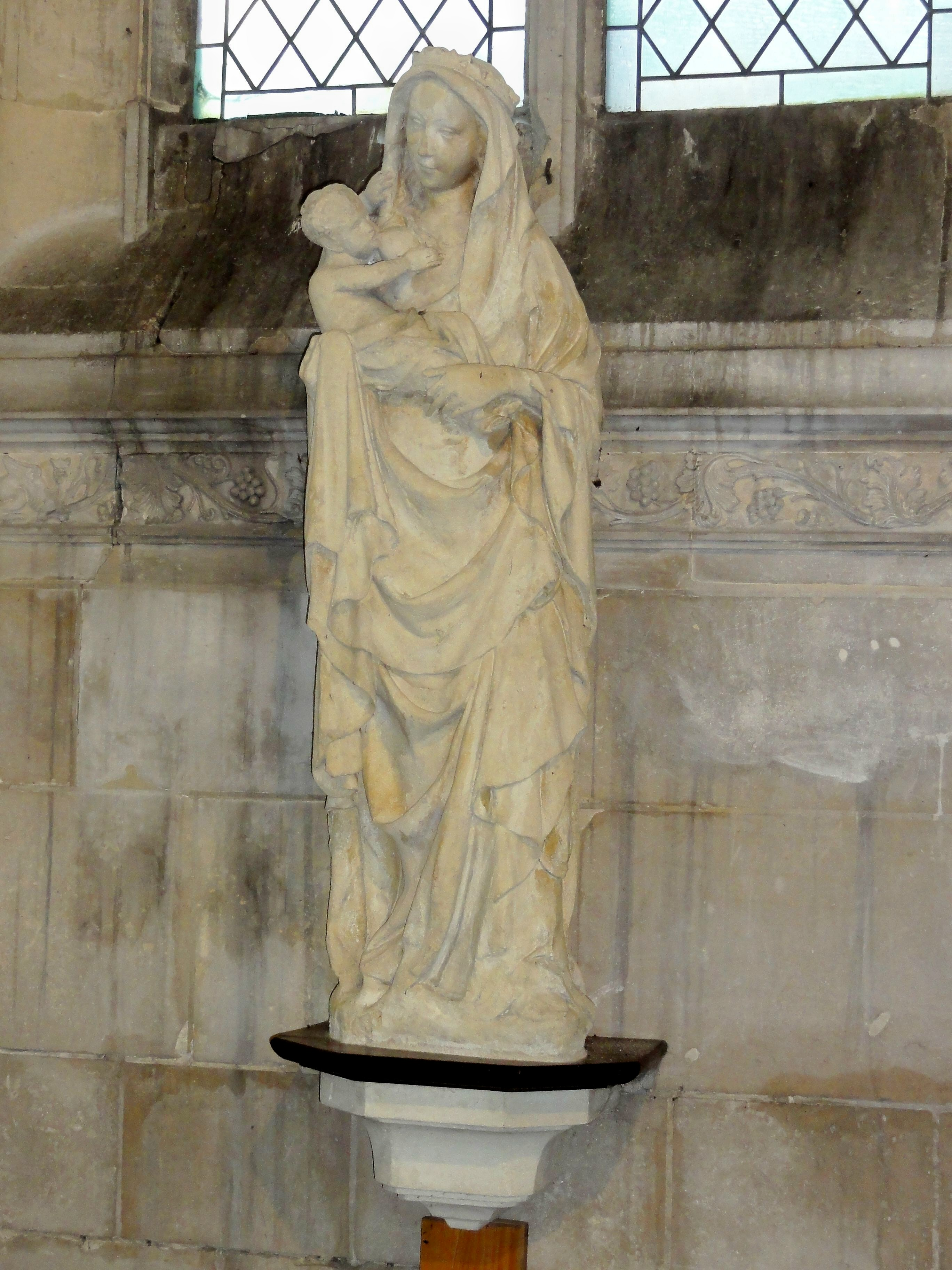
Vierge à l'Enfant allaitante.
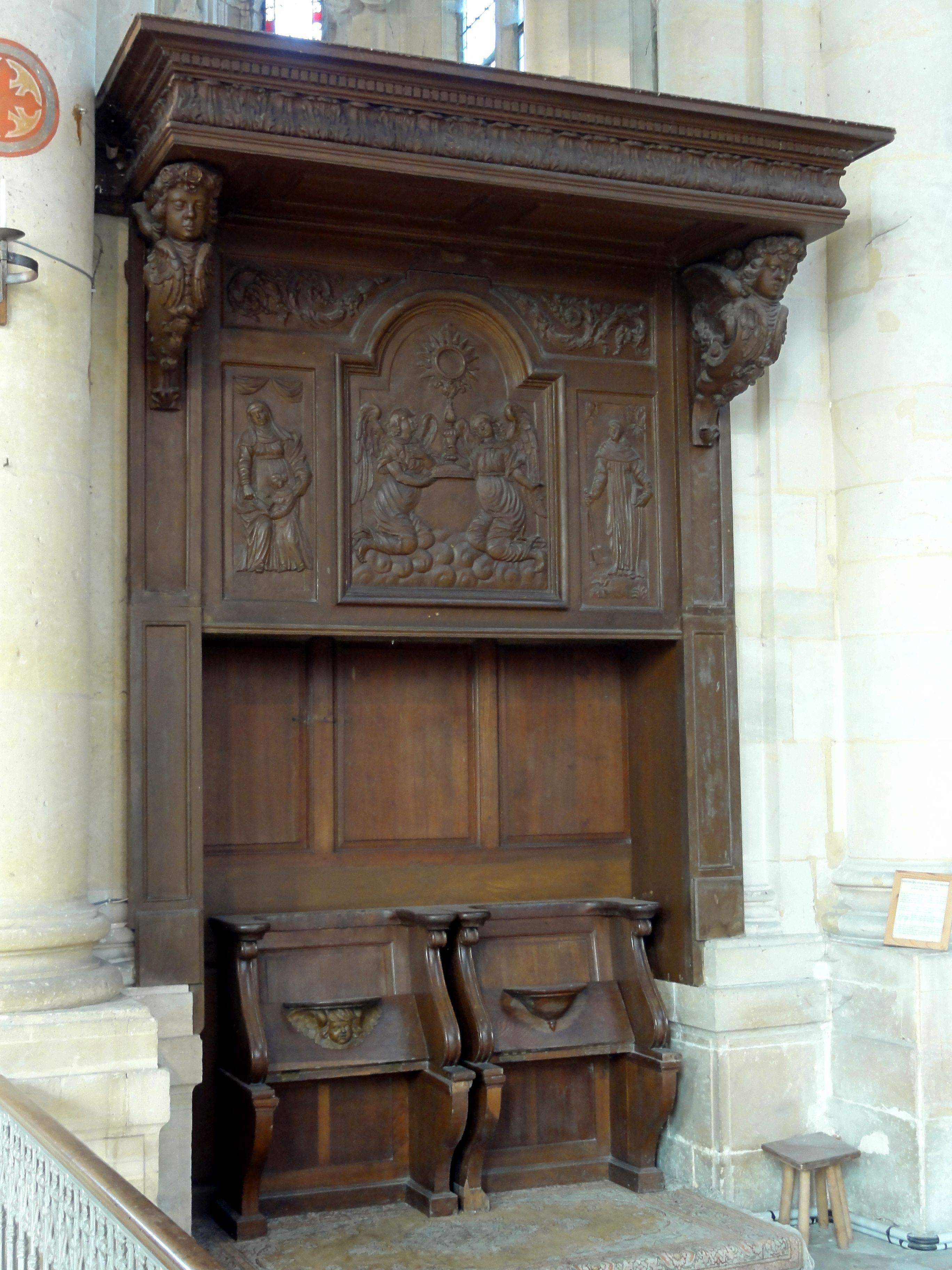
Ancien banc d'œuvre.
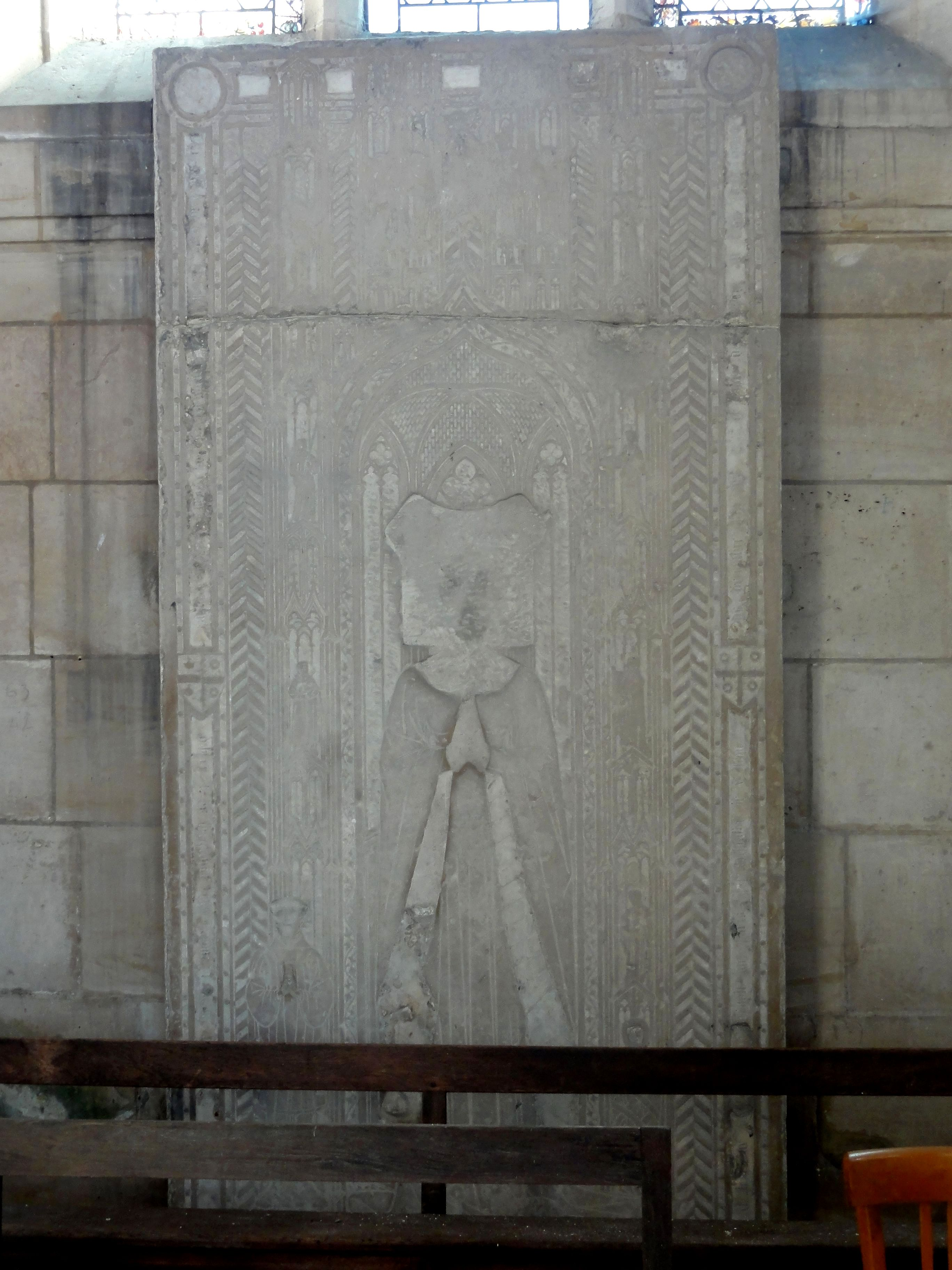
Dalle funéraire de Blanche de Popincourt.
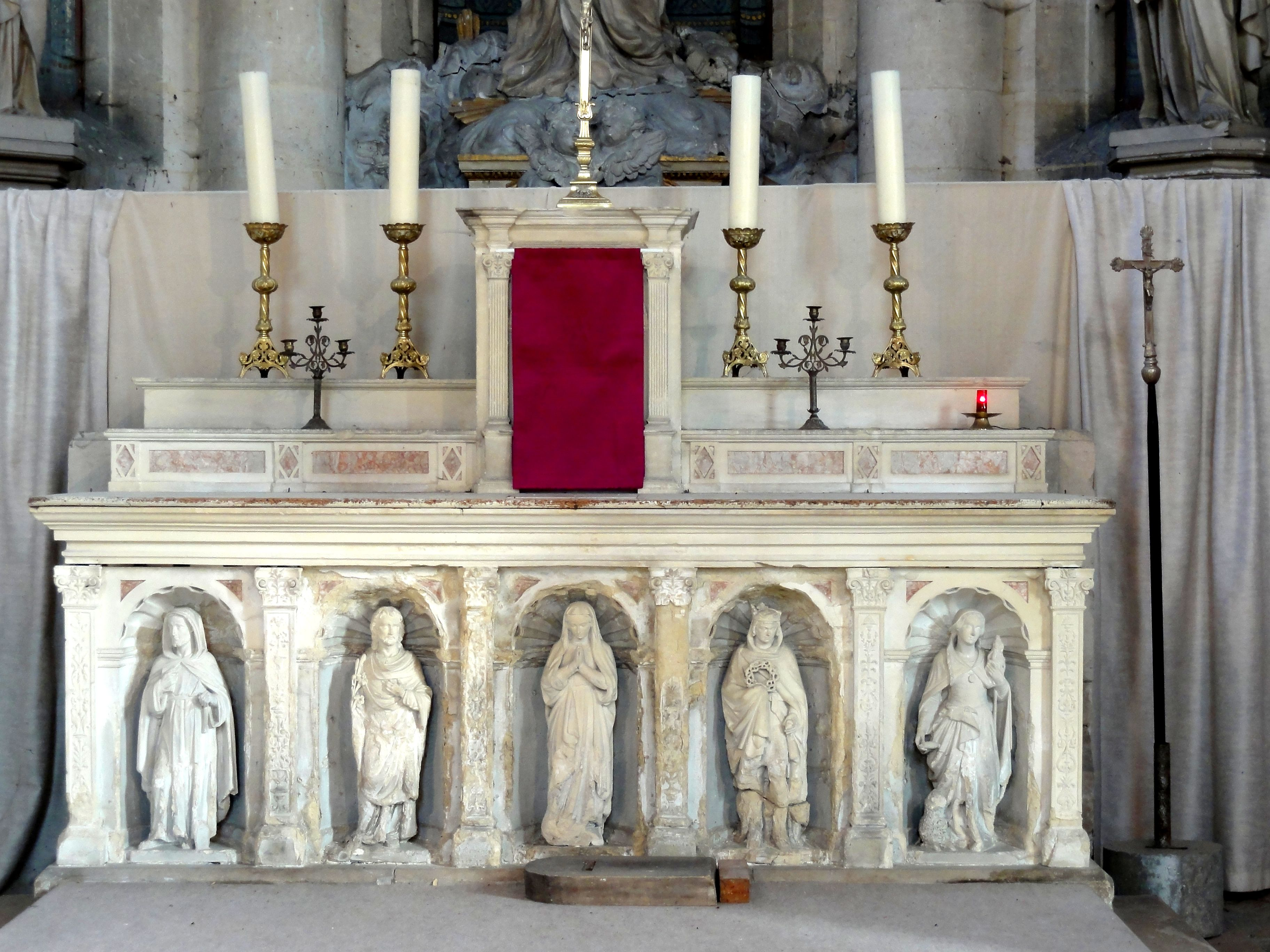
Maître-autel en plâtre.
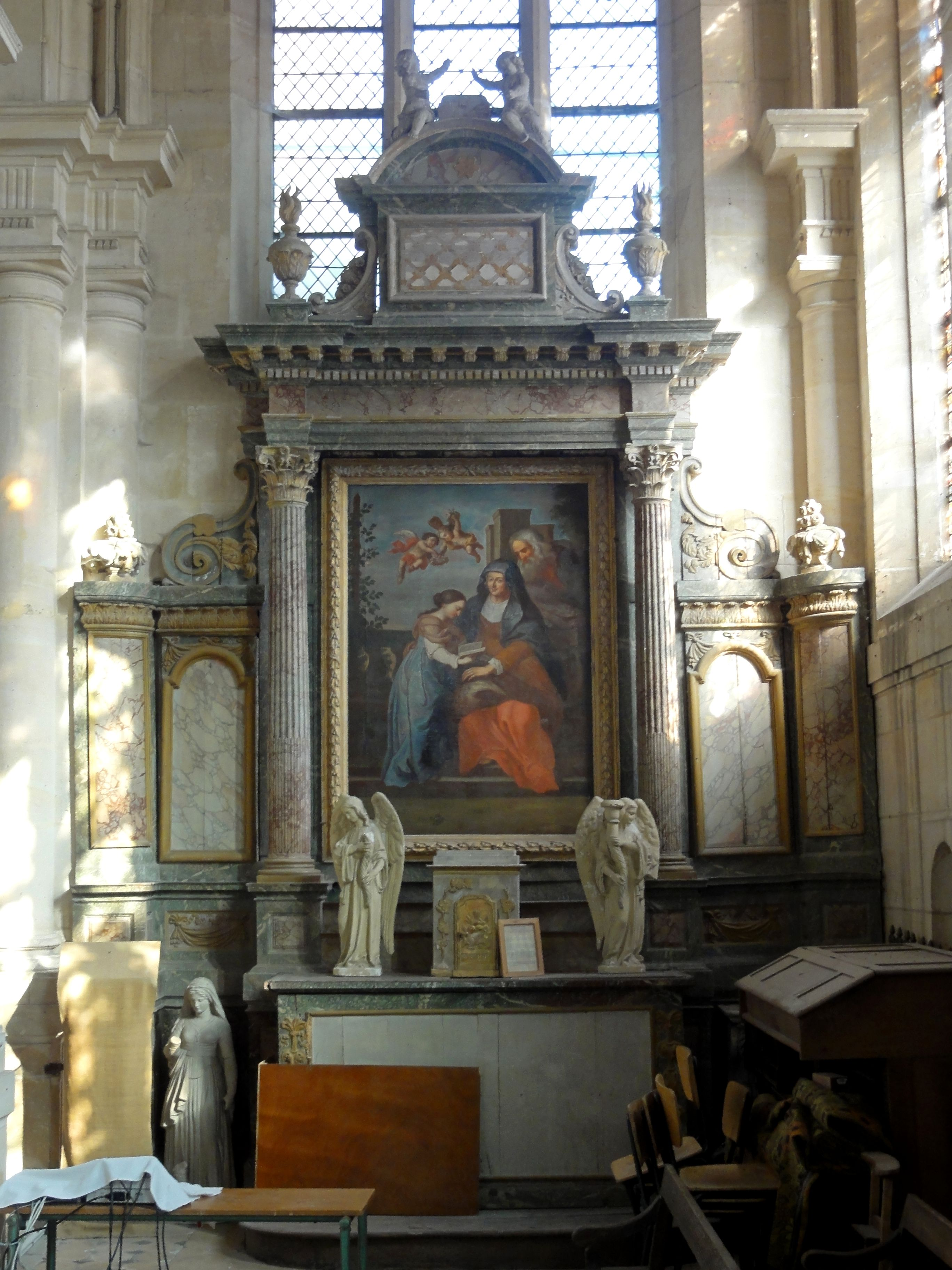
Autel du bas-côté sud.

Les éléments suivants sont classés monuments historiques au titre objet :
- Une statue en pierre de la Vierge à l'Enfant allaitante, haute de 144 cm, commandée par Blanche de Popincourt à un sculpteur parisien à la fin du XIVe siècle. Il s'agit donc d'un élément du mobilier de l'église précédente. La polychromie a disparu à la suite d'une restauration[9].
- Le dossier de banc d'œuvre à super-ciel en forme de dais, taillé dans du bois de chêne. Datant du XVIIe siècle[10], il fait apparaître à droite saint Fiacre, patron des jardiniers et ancien patron de l'église. Le banc d'œuvre a été placé dans le chœur pour servir aux célébrations.
- La dalle funéraire de Blanche de Popincourt, dame du Mesnil-Aubry et épouse du prévôt de Paris, morte en 1422. C'est la plus belle des pierres tombales, montrant la défunte en grande tenue. Le visage et les mains étaient sculptés en marbre et appliqués sur la dalle, mais ils ont été arrachés à la Révolution française. La dalle est aujourd'hui posée contre le mur du bas-côté sud[11].
- La dalle funéraire à effigies gravées du sieur de la Vazville et de Robinette Hauvard, sa femme, datant du milieu du XVIIe siècle[12].
- La dalle funéraire à effigies gravée de Charlotte du Solier, morte en 1587[13].
- La dalle funéraire à effigies gravée d'une dame, datée du XVIe siècle[14].
- La dalle funéraire à effigies gravée de Michel Morel, archer, datée du XVIe siècle[15].

Le maître-autel et ses statues ont été réalisés en pierre au XVIe siècle. Le retable en bois de l'autel du bas-côté sud date de la fin du XVIIe siècle, avec notamment un tableau illustrant l'éducation de la Vierge par sainte Anne et saint Joachim.